# Lac de Burgäschi
Le lac de Burgäschi, appelé en allemand Burgäschisee, est un lac situé entre les cantons de Berne et de Soleure, en Suisse.

## Histoire
Le lac de Burgäschi est né à la suite du retrait du glacier du Rhône. Il y a quelque 6 000 ans, quatre villages palafittiques se sont développés sur ses rives, dont en particulier un site « Aeschi SO–Burgäschisee Ost », situé sur le territoire de la commune actuelle d'Aeschi, est inscrit comme bien culturel suisse d'importance nationale.

## Source
- (de) Cet article est partiellement ou en totalité issu de l’article de Wikipédia en allemand intitulé « Burgäschisee » (voir la liste des auteurs).